# Ханукка (бек-мелех)
Ханукка (пом. бл. 840) — 5-й повновладний бек-мелех Хозарської держави у 825—840 роках (з перервами).

## Життєпис
Походив з роду Буланідів. Вважається сином бек-мелеха Обадії, що підтверджується написом Хануука бен Обадія. Близько 825 року після загибелі бек-мелеха Манасії I очолив Буланідів. У цей час владу в державі повернув каган Туван. Останнього було повалено лише близько 830 року, але згодом боротьба Ханукки з поваленим каганом та його союзниками (уграми і полянами) тривала протягом 830-х років. Номінальним каганом Ханукка поставив Тархана, відновивши порядок за часів Обадії.
Спроби Ханукки відновити владу над угорським утворенням на чолі з Лебедієм та полянським племенним союзом виявилися марними. Тому Ханукка відновив союз з Візантійською імперією, отримавши від імператора Феофіла майстрів, які до 837 року звели фортецю Саркел на річці Дон, що слугувала захистом від можливого нападу колишнього кагана Тувана, угорців та полян. Також став облаштовувати хозарські торгівельні та ремісничі городища на Дону. При цьому хозарський володар визнав візантійську владу над Херсонесом та Західним Кримом. 
Помер бек-мелех Ханукка близько 840 року або дещо пізніше. Владу успадкував син Ісаак I.